# 辻彰
辻 彰（つじ あきら、1942年8月6日 - 2016年5月18日）は、日本の薬剤学者、金沢大学大学院自然科学研究科薬学系名誉教授。一般社団法人医薬品開発支援機構代表理事。細胞膜における物質輸送担体（トランスポーター）研究の第一人者として国際的に高い評価を得ている。

## 経歴
1942年8月6日、石川県金沢市生まれ。
金沢大学に学び、山名月中に師事した。1966年金沢大学薬学部卒業。1968年金沢大学大学院薬学研究科修士課程修了とともに同大学助手に就任した。1976年に博士号を取得。論文名は　「β-ラクタム環抗生物質の分解反応に関する速度論的研究」。 同年、助教授就任。1980年に金沢大学薬学部教授に就任した。1999年から2002年まで金沢大学薬学部長を務めた。2001年から大連大学客員教授、2002年から大連軽工業大学客員教授を務めている。2004年に大学院自然科学研究科薬学系教授となり、2005年から2007年まで大学院自然研究科長を務めた。この間、1997年から2007年まで金沢大学評議員、1997年から2003年まで金沢大学総合移転実施特別委員会委員長を務めた。現在の同大学角間キャンパス自然科学研究棟は理学部・工学部・薬学部が一つの建物に同居する学際研究促進を意図したユニークなものであるが、これは辻のグランドデザインに基づくものである。
2003年に、日本で初めてとなる薬剤師教育用NPO保険薬局、北陸臨床試験支援センターおよびNPO法人「健康 環境 教育の会」を設立するとともに、金沢大学関連病院治験ネットワークや石川県医師会治験ネットワークの設立に尽力するなど大学内にとどまらず、薬学教育・医薬品開発・健康増進啓発環境の整備に幅広い活動を行っている。また、多くの学会の理事あるいは評議員、学術雑誌の編集員を務めた。
これらの活動を通して学内外で重きをなしたが、2008年3月に金沢大学大学院を退官した。

## 研究歴
研究歴の初期には物理薬剤学の研究を行っており、博士論文は『β-ラクタム抗生物質の分解反応に関する速度論的研究』であるが、1976年の助教授就任を機に、生物薬剤学に転じた。1977年にα位にアミノ基を有するβ-ラクタム系抗生物質が小腸から担体介在輸送によって吸収されることを発見した。その後、これ以外のβ-ラクタム系抗生物質についても担体が介在し、その担体がオリゴペプチド/H+共輸送系担体PEPT1であることを示した。また、当時はpH分配仮説に従い、受動拡散により消化管吸収されると思われていたモノカルボン酸化合物に関しても担体介在輸送であることを発見し、この論文はアメリカ薬学会 (AAPS) 1996年度最優秀論文賞を受賞した。
血液脳関門については、1980年以降、血液から脳への移行は 脂溶性に依存した透過であるが分子量500を超えたものは拒絶されるとしたレヴィンの分子量閾値説が主流であった。これに対し、辻らは、P-糖蛋白が脳からの積極的な汲み出し機能を持ち、脳内に入る物質は選択的に排除されているという仮説を提唱し、ラット脳虚血再灌流モデルを用いてこれを証明した。この仮説は、シンケルらのP-糖蛋白ノックアウトマウスを用いた実験によって裏付けられた。また、その後同様の機能を持つトランスポーターが相次いで発見され、血液脳関門の機能は、グルコースをはじめとする必須内因性物質を取り込むタンパク（辻はこれを「パスポート・タンパク」と呼ぶ）と脂質二重膜を透過する異物を排出するタンパク（「ゲートウェイ・タンパク」）により動的に制御されているメカニズムが明かとなった。
一方、健常なヒト成人では腎に特異的に存在するOCTN-1と呼ばれるタンパクの機能解析を行い、これが有機カチオン輸送担体であることを示した。それまで近位尿細管管側のカチオン排出担体は知られておらず、これが初めて発見された担体である。また、OCTN-1と高い相同性を持つタンパクOCTN-2についても機能解析を行い、これがNa+依存的にカルニチンを輸送することを示し、それまで知られなかったカルニチン輸送担体の実体を初めて明かにした。さらにOCTN2遺伝子の突然変異によってカルニチン欠乏症が発症することも示した。
こうした活発な研究活動が国際的に高い評価を得た証左としては、宇宙工学から臨床医学までを含む科学学術誌約8,500誌で引用された論文を調査したISIの被引用件数の高い世界の科学者0.5%にランクインした事実が挙げられる。このランクに含まれる日本人は138人、薬理・薬剤学分野の研究者は251人であった。
American Pharmacists Association（アメリカ薬剤会）は、その学術誌 Journal of Pharmaceutical Sciences の発刊50周年にあたる 2011年に同誌の Akira Tsuji Dedicated Issue を刊行し、その功績を讃えた。これは、日本人初の栄誉である。

## 受賞歴
- 1996年 The AAPS (American Association of Pharmaceutical Scientists) 1996 Meritorious Manuscript Award （アメリカ薬学会1996年度最優秀論文賞）
- 1999年 日本薬物動態学会学会賞
- 2002年
  - 日本薬学会学会賞
  - 北國文化賞
- 2005年 日本薬剤学会学会賞
- 2005年 ISSX（International Society for Study of Xenobiotics, 国際薬物動態学会）Asia/Pacific Achievement Award 2005
- 2007年 日本薬物動態学会DMPK編集委員が選ぶ最優秀論文賞2006 [16]

## 主な門下生
辻は、地方大学にありながら多くの教授・准教授等を輩出するなど優れた教育者としても知られ、その門下生は各所で活躍している。
- 中島恵美: 慶應義塾大学教授
- 寺崎哲也: 東北大学大学院薬学研究科教授・総長特任補佐
- 玉井郁巳: 金沢大学大学院薬学研究科教授
- 荻原琢男: 高崎健康福祉大学教授
- 姜英淑：淑明女子大学校薬学研究所長
- 出口芳春：帝京大学教授
- 佐藤均：昭和大学教授
- 崔吉道: 金沢大学教授
- 中西猛夫: 金沢大学准教授